# Autorretrato con collar de espinas y colibrí
El Autorretrato con collar de espinas y colibrí es un cuadro de Frida Kahlo realizado en 1940. Se conserva en el Centro Harry Ransom, Universidad de Texas, Austin.

## Contexto histórico
Magdalena Carmen Frida Kahlo Calderón, más conocida como Frida Kahlo fue una pintora mexicana que nació en 1907 y murió en 1954 en Coyoacán, Ciudad de México. Fue hija de Antonio Calderón, un fotógrafo indígena, e Isabel González de ascendencia española. Desde temprana edad tuvo contacto con la pintura, al ayudar a su padre en su estudio fotográfico.
El 17 de septiembre de 1925, debido a un accidente de tránsito en el que Kahlo resultó gravemente herida, ocasionando que fuera internada en la Cruz Roja. Durante el tiempo que permaneció en recuperación, comenzó a pintar autorretratos estando en cama, utilizando un espejo y un caballete. Su arte, se enfoca en la visión de su realidad individual y el sufrimiento que vivió. Tenía el propósito de, con su arte mostrarnos su vida cotidiana y la cultura de México, haciendo uso de elementos folklóricos y el arte popular del país.
En el medio artístico Kahlo conoció al pintor y muralista Diego Rivera con el que en 1929 contrajo matrimonio, cuando ella tenía 22 años y él 43 años. Durante su vida de casados tuvieron muchos viajes por cuestiones del trabajo de ambos, haciendo que sus obras llegaran a algunas partes de Europa y Estados Unidos. Ambos artistas tuvieron numerosos amoríos que han sido confirmados. 
En 1939 Kahlo y Rivera se divorciaron oficialmente, aunque previamente estuvieron separados, y también Kahlo terminó su romance con Nikolas Muray que era uno de sus amantes, pero con el que conservó una amistad. Dolida, Kahlo plasma su dolor y corazón roto en sus autorretratos. En 1940 se volvieron a casar Kahlo y Rivera en la ciudad de San Francisco, California.

## Descripción
La pintura Autorretrato con collar de espinas y colibrí, se realizó en 1940, y en él Kahlo reflejó como sentía sus emociones después de su divorcio con Diego Rivera. La obra le sirvió a la artista para sobrellevar esos momentos difíciles, vaciando sus sentimientos en su autorretrato donde combina elementos aztecas y cristianos, pero sin dejar de enfocarse en ella misma como el elemento central de la pieza.
En el cuadro se puede apreciar a Frida Kahlo con una mirada neutra, usando un collar de espinas que parecieran encajarse en su piel a tal grado de hacerla sangrar; en el mismo collar aparece representado un colibrí colgado. En los hombros de la artista aparecen del lado izquierdo un mono que está manipulando el collar con un gesto de concentración y del dado derecho un gato negro que pareciera estar erizado en posición defensiva. 
En la parte superior del autorretrato, Kahlo plasmó un tocado, el cual tiene mariposas, pero que parecieran estar inertes; también están plasmadas unas flores con alas, muy parecidas a las alas de las libélulas. El fondo con el que la artista decora el cuadro cuenta con elementos vegetales que son unas hojas de tonalidades verdes.

## Iconografía
Son muchos los elementos que conforman este autorretrato, debido a que Kahlo usa cada uno de ellos para narrar una historia, no hay nada al azar en sus cuadros.
Ella se retrata con unos ojos herméticos que se niegan a hablar con el espectador; sin embargo, a su vez lucen cabizbajos, lo que recuerda a algunas figuras que se pueden encontrar dentro de la mística cristiana de las pinturas del renacimiento, el padecimiento que se convierte en gozo de los mártires.
El collar de espinas también podría evocar a la corona de espinas que usó Cristo, que también es un elemento que representa el sufrimiento y sacrificio. El colibrí muerto colgado en el cuello de Frida es un elemento para analizar, pues a menudo se relaciona a los colibrís con el dios azteca de la guerra Huitzilopochtli; por lo que podría significar una guerra perdida o también la crueldad que ella está sintiendo y se refleja a ella misma en el ave muerta.
En el hombro derecho de la imagen central tiene representado a un gato negro encrespado, que pareciera defenderse de algo externo; y en el hombro izquierdo se puede apreciar un mono, que fue un regalo de Diego Rivera para Kahlo, y es un animal que en ocasiones representa al diablo, aunque se le vea con inocencia.
Las mariposas que se aprecian en la parte del tocado que usa en su cabeza, pueden significar la resurrección, al igual que las flores que ya hacen volando a su alrededor, pues son parte de su imaginario y pueden representar un nuevo comienzo. De igual forma, el fondo del autorretrato está decorado con flora mexicana.